# 私が獣になった夜
『私が獣になった夜』（わたしがけものになったよる）は、2021年6月25日よりABEMAプレミアムで配信される連続ドラマ。

## 概要
ABEMAの有料サービス・ABEMAプレミアムで配信される連続ドラマ。4人の女性を主人公に据えたオムニバスで構成。それぞれふいに起きた出来事からリビドーを刺激され、文字通り獣のように男性を求めるラブストーリー。毎週金曜18時より配信開始。全4回。
シナリオはそれぞれ実際の女性の体験談から着想を得たものとなっており、女性脚本家が執筆している。
2021年11月19日より新シーズン「私が獣になった夜〜名前のない関係〜」を開始する。第1話から第3話は11月19日に一挙配信。第4話以降は各話毎週木曜配信。
2022年3月24日より新シーズン「私が獣になった夜～好きになっちゃいけない～」が開始。

## 登場人物

### シーズン1「私が獣になった夜」
一条つむぎ
演 ‐ 大島涼花
同棲して3年が経つ、彼氏とのセックスレスに悩む女子。28歳。本心はセックスがしたくてたまらないため、同窓会で同期と再会し、直生と一夜を共にする。第1話主人公。
直生
演 ‐ 柾木玲弥
つむぎの同期生。告白の仕方を相談するなど、学生時代からの友人。
蒼汰
演 ‐ 森山弘康（EvisJap）
つむぎの同期生。結婚を控える。
圭斗
演 ‐ 有原遣智
つむぎとは同棲3年目の交際相手。セックスレス。
絵梨
演 ‐ 手塚真生
部下にアプローチを掛けられる上司。32歳。第2話主人公。
陸
演 ‐ 井上想良
絵梨にとって8歳年下の部下。
あおい
演 ‐ 小島梨里杏
彼氏とぎこちなくなっている女子。彼氏とは焼き鳥屋で喧嘩してしまう。29歳。第3話主人公。
亮
演 ‐ 猪野広樹
あおいとの将来を考えられないという男。
真司
演 ‐ 渋谷謙人
焼き鳥屋の店主。
舞香
演 ‐ 坂ノ上茜
仮装を満喫する女子大生。本来は眼鏡女子であり、彼氏はいない。大学3年生。第4話主人公。
薫
演 ‐ 綱啓永
チャラそうな男性。舞香と偶然バーで飲むことになる。
藍里
演 ‐ 新田さちか（第4話）
舞香の友達。
杏奈
演 ‐ 久保乃々花（第4話）
舞香の友達。

#### その他出演者
- 花柳のぞみ（第2話）
- 齋藤博之（第2話）
- 和内璃乃（第2話）
- 戸奈あゆみ（第3話）[7]
- 樋口晃平（第4話）[8]
- Fumiya（第4話）[8]
- 桑畑亨成（第4話）[8]
- 塚本凌生（第4話）[8]
- 森下愛里沙（第4話）
- 千葉彗太（第4話）

### シーズン2「私が獣になった夜〜名前のない関係〜」
川上詩織
演 ‐ 能條愛未
第1話主人公。洋平とは不定期に体を求めあう関係。
斉藤洋平
演 ‐ 野村祐希
詩織と体を重ねる間柄だが、身体のみのドライな関係を求めている。
別の女性
演 ‐ 久保乃々花
洋平の部屋を訪ねてくる女性。
綿貫理沙
演 ‐ 北原帆夏
第2話主人公。啓太とは高校からの腐れ縁。
森上啓太
演 ‐ 樫尾篤紀
理沙の飲み友達。
麻由
演 ‐ 木村葉月
理沙の友人。
深水遥香
演 ‐ 水上京香
第3話主人公。不動産会社社員。
斎木恭弥
演 ‐ 財木琢磨
関西支社から転勤してきたエリート営業マン。
猫田かのん
演 ‐ 佐藤美希
第4話主人公。東京生活に疲れ故郷に帰ってきた女性。
長谷川悠
演 ‐ 富田健太郎
かのんの地元の友人。古びたラブホテルの話で盛り上がる。
対馬奈枝
演 ‐ 鈴木美羽
第5話主人公。マッチングアプリで恋人と知り合う。
井手祐
演 ‐ 東啓介
大手外資系勤務のイケメン。
対馬美紀
演 ‐ 大松絵美
奈枝の姉。
小山内春
演 ‐ 日影舘まい
不倫で退社を決めた女性。
真田剛
演 ‐ 猪塚健太
不倫をした既婚者。
麻生瞬
演 ‐ 水石亜飛夢
春の元カレ。

### シーズン3「私が獣になった夜～好きになっちゃいけない～」
真理恵
演 ‐ 二宮芽生
結婚2年目の専業主婦。不妊に悩んでいる。1話主人公。
木原航
演 ‐ 本田響矢
真理恵のかつてのアルバイト仲間で後輩。2番目でもいいと真理恵に不倫を持ち掛ける。
智司
演 ‐ 高橋洋
真理恵の夫。
穂乃花
演 ‐ 久保乃々花
ダイニングバー勤務の就活生。2話主人公。
シウ
演 ‐ 新原泰佑
日本語のたどたどしい韓国人留学生。お調子者。
典子
演 ‐ 篠崎彩奈
上京したばかりの広告会社社員。3話主人公。
竜之介
演 ‐ 中尾暢樹
全身タトゥーだらけの典子の家の隣人。
玲奈
演 ‐ 宮下かな子
マリッジブルーの新婚女性。4話主人公。
拓海
演 ‐ 岩岡徹
聞き上手なバーのマスター。

## 配信日程

### シーズン1「私が獣になった夜」
| 配信回 | 配信日        | サブタイトル                     | 配信時間 | 脚本       | 監督     |
| ------ | ------------- | -------------------------------- | -------- | ---------- | -------- |
| 第1話  | 2021年6月25日 | 同窓会の夜、彼氏とレスな私       | 21分     | 関久代     | 原桂之介 |
| 第2話  | 2021年6月25日 | 年下部下との夜、ちゃんと上司な私 | 19分     | 石上加奈子 | 原桂之介 |
| 第3話  | 2021年7月2日  | 焼き鳥屋の夜、元彼に未練な私     | 36分     | 関久代     | 原桂之介 |
| 第4話  | 2021年7月9日  | ハロウィンの夜、残り物な私       | 23分     | 石上加奈子 | 原桂之介 |

### シーズン2「私が獣になった夜〜名前のない関係〜」
| 配信回 | 配信日         | サブタイトル                       | 配信時間 | 脚本                | 監督     |
| ------ | -------------- | ---------------------------------- | -------- | ------------------- | -------- |
| 第1話  | 2021年11月19日 | 身体だけの夜、変われない私         | 25分     | 関久代              | 原桂之介 |
| 第2話  | 2021年11月19日 | 友達男子との夜、言い出せない私     | 24分     | 石上加奈子/神谷皐月 | 芝﨑弘記 |
| 第3話  | 2021年11月19日 | 転勤上司との夜、巻き込まれた私     | 25分     | 夏乃土筆/石上加奈子 | 原桂之介 |
| 第4話  | 2021年11月26日 | 幼馴染との夜、変わってしまった私   | 23分     | 関久代              | 芝﨑弘記 |
| 第5話  | 2021年12月2日  | アプリで出会った夜、信じられない私 | 26分     | 石上加奈子          | 芝﨑弘記 |
| 第6話  | 2021年12月9日  | 元カレとの夜、ズルくなった私       | 24分     | 関久代              | 原桂之介 |

### シーズン3「私が獣になった夜～好きになっちゃいけない～」
| 配信回 | 配信日        | サブタイトル                           | 配信時間 | 脚本                | 監督     |
| ------ | ------------- | -------------------------------------- | -------- | ------------------- | -------- |
| 第1話  | 2022年3月24日 | 大人になった男との夜、逃げられない私   | 26分     | 穂科エミ            | 原桂之介 |
| 第2話  | 2022年3月24日 | 読めない男との夜、わからない私         | 29分     | 石上加奈子/夏乃土筆 | 原桂之介 |
| 第3話  | 2022年3月31日 | 危険な男との夜、関わりたくない私       | 29分     | 夏乃土筆            | 原桂之介 |
| 第4話  | 2022年4月7日  | 好きだった男との夜、マリッジブルーな私 | 20分     | 穂科エミ            | 原桂之介 |

## 音楽
シーズン1「私が獣になった夜」主題歌
- あたらよ『10月無口な君を忘れる』[9]

シーズン2「私が獣になった夜〜名前のない関係〜」主題歌
- eill『片っぽ』

シーズン3「私が獣になった夜～好きになっちゃいけない～」主題歌
- eill『いけないbaby』[10]

## スタッフ

### シーズン1
- 脚本：関久代、石上加奈子
- プロデューサー：池田克彦（ABEMA）
- 監督：原桂之介
- 協力プロデューサー：金山宇宙（ABEMA）
- マーケティングプロデューサー：川島彩乃（ABEMA）
- PR協力アンバサダー：三上悠亜[11]
- 音楽：青木沙也果
- 制作著作：ABEMA

### シーズン2
- 脚本：関久代、石上加奈子、神谷皐月、夏乃土筆
- プロデューサー：池田克彦（ABEMA）
- 監督：原桂之介、芝﨑弘記
- 協力プロデューサー：金山宇宙（ABEMA）
- マーケティングプロデューサー：川島彩乃（ABEMA）
- 音楽：青木沙也果
- 制作著作：ABEMA

### シーズン3
- 脚本：穂科エミ、石上加奈子、夏乃土筆
- プロデューサー：池田克彦（ABEMA）
- 監督：原桂之介
- ラインプロデューサー：金山宇宙（ABEMA）
- マーケティングプロデューサー：川島彩乃（ABEMA）
- 協力：ZX
- 音楽：青木沙也果
- 制作著作：ABEMA

## 漫画
本作のコミカライズ3作品が『コミックシーモア』（NTTソルマーレ）にて、3作とも2023年7月22日より連載されている。『私が獣になった夜〜優しい男との夜、嘘の優しさはいらない私〜』は、作画を矢島光が担当。同作はメイクアップアーティストという夢が叶った主人公・小夏を描いた物語。『私が獣になった夜〜推し似男子との夜、ファンでいられない私〜』は、作画を楠もこが担当。同作は人気ファッション誌の副編集長・由夏を描いている。『私が獣になった夜〜初恋の先生との夜、大人になりたい私〜』は、作画をうめだ悠が担当。同作は家庭教師の先生と再会した社会人・ひかるを描いたストーリー。